# Tadeusz Klimski
Tadeusz Antoni Klimski (ur. 17 stycznia 1948 w Lublinie, zm. 1 sierpnia 2013 w Szczyrku) – polski filozof i historyk filozofii, związany z Uniwersytetem Kardynała Stefana Wyszyńskiego w Warszawie. Prorektor UKSW w latach 2005–2012, członek Prymasowskiej Rady Społecznej (II kadencji) w latach 1986–1990. Współzałożyciel NSZZ „Solidarność” na ATK w 1980. Członek Założyciel Naukowego Towarzystwa Tomistycznego w 1981.

## Życiorys
Pochodził z mieszczańskiej rodziny, religijnej, patriotyczniej. Rodzice początkowo prowadzili sklep z ceramiką budowlaną. Później ojciec podjął pracę etatową ze względu na przeszkody administracyjno-skarbowe. Klimski miał zmarłą w dzieciństwie siostrę i dwóch braci. Na ukształtowanie osobowości młodego Klimskiego duży wpływ wywarł ks. Mieczysław Brzozowski, późniejszy profesor Katolickiego Uniwersytetu Lubelskiego i rektor Wyższego Seminarium Duchownego w Lublinie.
Kształcił się w liceum biskupim. Po skończeniu pierwszej klasy szkoła została zlikwidowana. Maturę uzyskał w liceum im. Staszica. Studiował psychologię na Wydziale Filozofii Chrześcijańskiej Katolickiego Uniwersytetu Lubelskiego. Interesował się także filozofią, a szczególnie antropologią filozoficzną. Poznał wówczas Mieczysława Gogacza, które wkrótce przeniósł się na Akademię Teologii Katolickiej w Warszawie.
Po studiach został w 1970 asystentem Mieczysława Gogacza na ATK w Warszawie. Przez dwa lata pracował jako wolontariusz, potem w ramach zajęć zleconych, a w 1973 otrzymał etat. Doktorat z antropologii filozoficznej Karla Rahnera napisany pod kierunkiem Gogacza obronił w 1978. Następnie Klimski został adiunktem. Od 1976 do 1984 był członkiem i sekretarzem Rady Wydziały Filozofii Chrześcijańskiej, a od 1978 do 1996 także członkiem senatu akademickiego ATK. Od 2002 wchodził w skład senatu UKSW. W 1993 uzyskał stopień doktora habilitowanego nauk humanistycznych w zakresie filozofii – metafizyki i historii filozofii na podstawie pracy Jedno i byt. Następnie objął kierownictwo Katedry Historii Filozofii Nowożytnej i Współczesnej. W 1997 został profesorem ATK. W latach 1997–2012 był kierownikiem Sekcji Historii Filozofii.
W latach 1981–1997 wykładał filozofię w Punkcie Konsultacyjnym Wydziału Teologii ATK w Suwałkach; w latach 1993–1997 filozofię w Wyższej Szkole Służby Społecznej im. Franciszka Blachnickiego w Suwałkach; od 1993 do 1996 w Wyższym Seminarium Duchownym w Ełku, w latach 1995–2005 we Wszechnicy Mazurskiej w Olecku. W 1991 Klimski zaczął pracę w Szkole Liderów Katolickich w Warszawie, gdzie został kierownikiem Katedry Filozofii i Etyki). Pracował tam do 2002.
Od 1972 był członkiem Societé Internationale de la Philosophie Médiévale, od 1981 – członkiem założycielem Naukowego Towarzystwa Tomistycznego. Od 1992 należał do Polskiego Towarzystwa Filozoficznego. W 1980 został założycielem i przewodniczącym Komisji Zakładowej NSZZ „Solidarność” na ATK. W 1986 prymas Józef Glemp powołał go do Prymasowskiej Rady Społecznej (II kadencji, do 1990). Po 1996 Klimski zaangażował się w działalność reaktywowanej Akcji Katolickiej, w latach 1997–1999 wchodząc w skład Rady Krajowego Instytutu Akcji Katolickiej.
Od 2005 do 2012 pełnił funkcję prorektora UKSW ds. rozwoju uczelni, rekrutacji, promocji oraz kontaktów międzynarodowych. Jako prorektor UKSW w 2007 wybrany na wiceprezydenta Federacji Europejskich Uniwersytetów Katolickich (Fedération des Universités Catholiques Europènnes). Obowiązki złożył w maju 2013.
W styczniu 2013 przeszedł na emeryturę. Zmarł w wyniku choroby nowotworowej 1 sierpnia 2013 w Szczyrku.

## Publikacje książkowe
- Człowiek jako relacja bytującego do bytu. Podstawowe problemy antropologii filozoficznej Karla Rahnera, Warszawa 1986, s. 102.
- Jedno i byt, Warszawa 1992, s. 115.
- (red. książki) Etienne Gilson. Filozofia i mediewistyka, Warszawa 2007, s. 117.
- (red. książki wspólnie z Jerzym Niepsujem) Digitalizacja a rynek mediów w Polsce, Warszawa 2008, s. 208.
- (red. książki) Stefan Swieżawski. Filozofia i historia filozofii, Warszawa 2008, s. 116.
- (red. książki wspólnie z Izabellą Andrzejuk) Mieczysław Gogacz. Filozofia i mistyka, Warszawa 2012, s. 262